# Kazimierz Eysmont
Kazimierz Eysmont herbu Korab (ur. w Puławach, zm. 7 lutego 1912 w Lublinie) – powstaniec styczniowy, naczelnik kolei żelaznych w Lublinie

## Życiorys
Urodził się jako syn Kazimierza, rusznikarza puławskiego (potomka Eysymontów grodzieńskich z augustowskiego) i Magdaleny z Witkowskich.
Wychowany w atmosferze patriotycznej, którą potęgowały represje carskie, jakie dotknęły w szczególny sposób społeczność lokalną po upadku Powstania Listopadowego, m.in. zmiana nazwy miasta na Nową Aleksandrię. W Puławach skończył nauki elementarne i rozpoczął edukację w tamtejszym Instytucie.
Na fali entuzjazmu młodzieży puławskiej zaciągnął się w początkach 1863 roku do oddziałów powstańczych Leona Frankowskiego (1843-1863), starszego odeń ledwie o 4 lata. Wzięty do niewoli (może jeszcze w 1863) został skazany na zesłanie (niewątpliwie już w 1864 roku), a następnie osiedlony w guberni wiatskiej (1867-71). Po złagodzeniu kursu wobec popowstańczych zesłańców pozwolono mu na powrót do kraju.
W tym czasie ożenił się z Krystyną z Kozłowskich (1857-1881), z którą miał dwóch synów - Wiktora (1878-1907), buchaltera oraz Stanisława (1880-1944), inspektora finansowego. W 1881 roku wstępuje w kolejny związek małżeński z Marianną ze Strzemboszów (1858-1891), córką Józefa i Emilii z Tarnowskich, (jej siostra Felicja była ożeniona z Władysławem Janem Bromirskim, technikiem inżynierem, oczywiście szlachcicem), z tego związku urodziło się pięcioro dzieci Zofia Aniela (1882-1977), późniejsza żona Szczepana Dzieciuchowicza, Kazimiera (1884-1964), Marianna Paulina (1886-1893), Helena Teofila (1888-1890) oraz syn Marcin (1889-1919). Ostatnią żoną Kazimierza była Celina z Nalepińskich (1859-1946), córka Michała i Pauliny z Męcińskich, którą poślubił w Warszawie latem 1892 roku. Z tego małżeństwa urodziło się ich jedyne dziecko – córka Irena Cecylia (1893-1905).
Przez całą karierę urzędniczą cieszył się nienaganną opinią zarówno przełożonych jak i podwładnych. W roku 1905 awansuje na stanowisko naczelnika VII Oddziału Trakcji, z której to funkcji na krótko przed śmiercią zrezygnował.
Ważnym aspektem jego życia była praca społeczna i charytatywna. Co najmniej od roku 1905 stale współpracował z różnymi komisjami magistrackimi, wspierał miejskie domy pomocy, a zwłaszcza sieroty i biedotę lubelską. Był także prezesem komitetu nadzorczego Miejskiego Towarzystwa Kredytowego w Lublinie.
Zmarł w swoim domu na lubelskich Piaskach, o godzinie 9 wieczorem, 7 lutego 1912 roku i został pochowany na cmentarzu parafialnym w Lublinie, gdzie spoczął między innymi przy swoim byłym dowódcy Leonie Frankowskim.